# Benedykt Krysik
Benedykt Krysik, również Ben Krysik (ur. 28 sierpnia 1928 w Warszawie, zm. 14 listopada 2020 w Göteborgu) – polski trener siatkówki, trener reprezentacji Polski seniorek (1965–1970), zdobywca srebrnego medalu mistrzostw Europy (1967) i brązowego medalu na letnich igrzyskach olimpijskich (1968).

## Życiorys
W młodości był zawodnikiem AZS Warszawa. Jesienią 1965 zastąpił na stanowisku trenera polskiej reprezentacji seniorek Stanisława Poburkę. Poprowadził polską drużynę do srebrnego medalu mistrzostw Europy w 1967 i brązowego medalu Igrzysk Olimpijskich w Meksyku (1968). Ostatni raz poprowadził reprezentację w oficjalnym meczu w sierpniu 1969, a w 1970 zastąpił go Gwidon Grochowski.
W sezonie 1971/1972 prowadził II-ligową męską drużynę Górnika Kazimierza Sosnowiec. W latach 1973–1977 był trenerem męskiej reprezentacji Holandii. Od 1984 mieszkał na stałe w Szwecji.